# Canyon Sainte-Anne

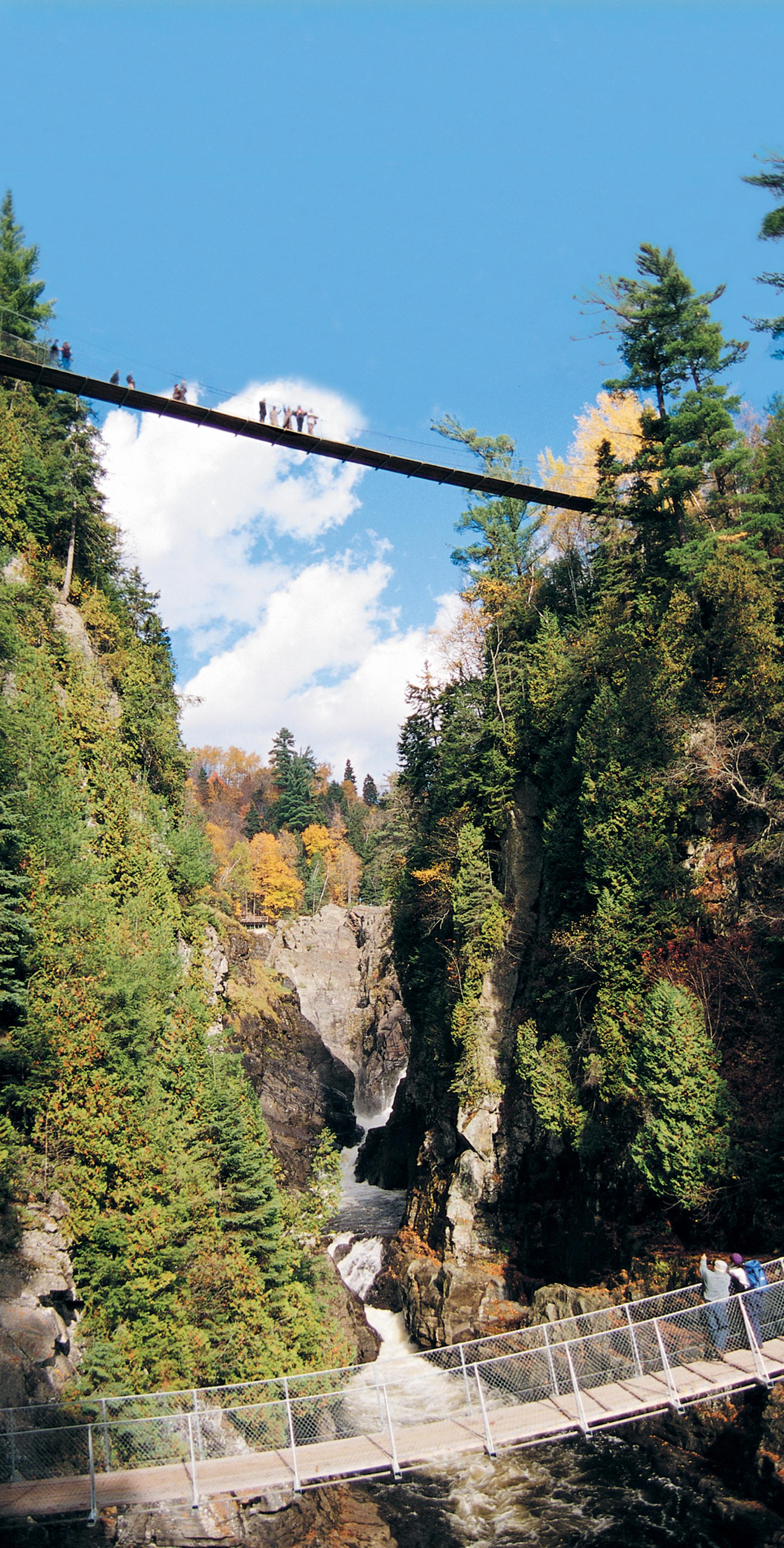
Canyon Sainte-Anne, deux des ponts suspendus

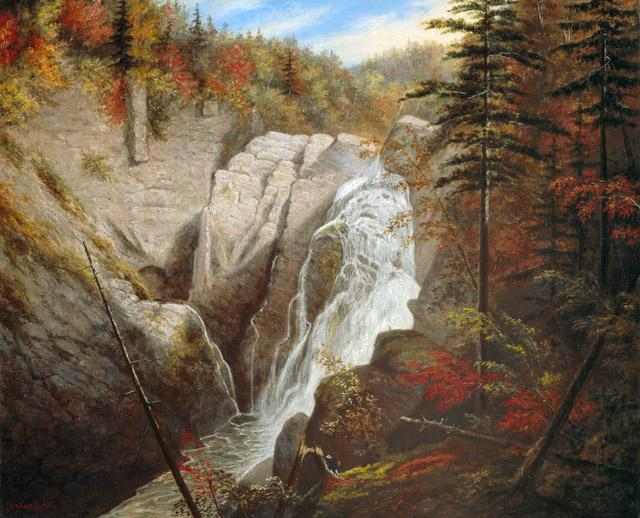
Chutes Sainte-Anne, par Cornelius Krieghoff, 1885

Le canyon Sainte-Anne est un site naturel dont la principale attraction est une imposante chute d'eau de 74 mètres de dénivelé qui gronde entre les parois rocheuses d'un canyon de la rivière Sainte-Anne-du-Nord. Le roc sur lequel coule la rivière est vieux de 1,2 milliard d'années. Le site est situé sur le territoire des municipalités de Saint-Joachim et Saint-Ferréol-les-Neiges, soit à une trentaine de minutes du Vieux-Québec.

## Site
On y trouve trois ponts suspendus (dont un à 60 mètres au-dessus du gouffre) ainsi que plusieurs belvédères et arrêts d'observation. Les gens découvrent aussi les marmites de géants et les cascades du mini-canyon.
Ce site naturel est accessible au grand public depuis 1973 mais antérieurement, les peuples amérindiens fréquentaient les lieux. La chute inspira souvent le peintre canadien Cornelius Krieghoff et est décrite par l'écologiste et philosophe américain Henry David Thoreau dans son livre Un Yankee au Canada.  Vers la fin du XIXe siècle, les habitants faisaient de la drave dans ce secteur et en 1999, le canyon était un des sites de tournage du film de John Travolta Battlefield Earth - Terre champ de bataille.
Aujourd'hui, les visiteurs peuvent parcourir sentiers, ponts suspendus et belvédères en toute sécurité.  Des activités pour enfants sont prévues et les plus aventureux peuvent entrer au cœur du canyon en faisant la via ferrata (premier parcours de via installé au Canada).

## Localisation
Le canyon Sainte-Anne est situé à environ 30 minutes à l'est de la ville de Québec (Québec, Canada), au carrefour des régions touristiques de Québec, de la Côte-de-Beaupré et de Charlevoix.  Dans cette région, on retrouve entre autres la basilique Sainte-Anne-de-Beaupré, la station de ski mont Sainte-Anne, la chute Montmorency et la réserve faunique du cap Tourmente.
Il fait partie de la municipalité de Saint-Joachim, un village le long du fleuve Saint-Laurent.  Aux débuts de la colonisation par les Français, ce site fut utilisé pour l’agriculture indispensable au développement de la Nouvelle-France. On trouve encore aujourd’hui des traces importantes du passé : bâtiments de ferme ayant appartenu au Séminaire de Québec, restes archéologiques des incendies faits par le général anglais James Wolfe pour prendre la ville de Québec et une église patrimoniale datant du régime français.

## Géologie

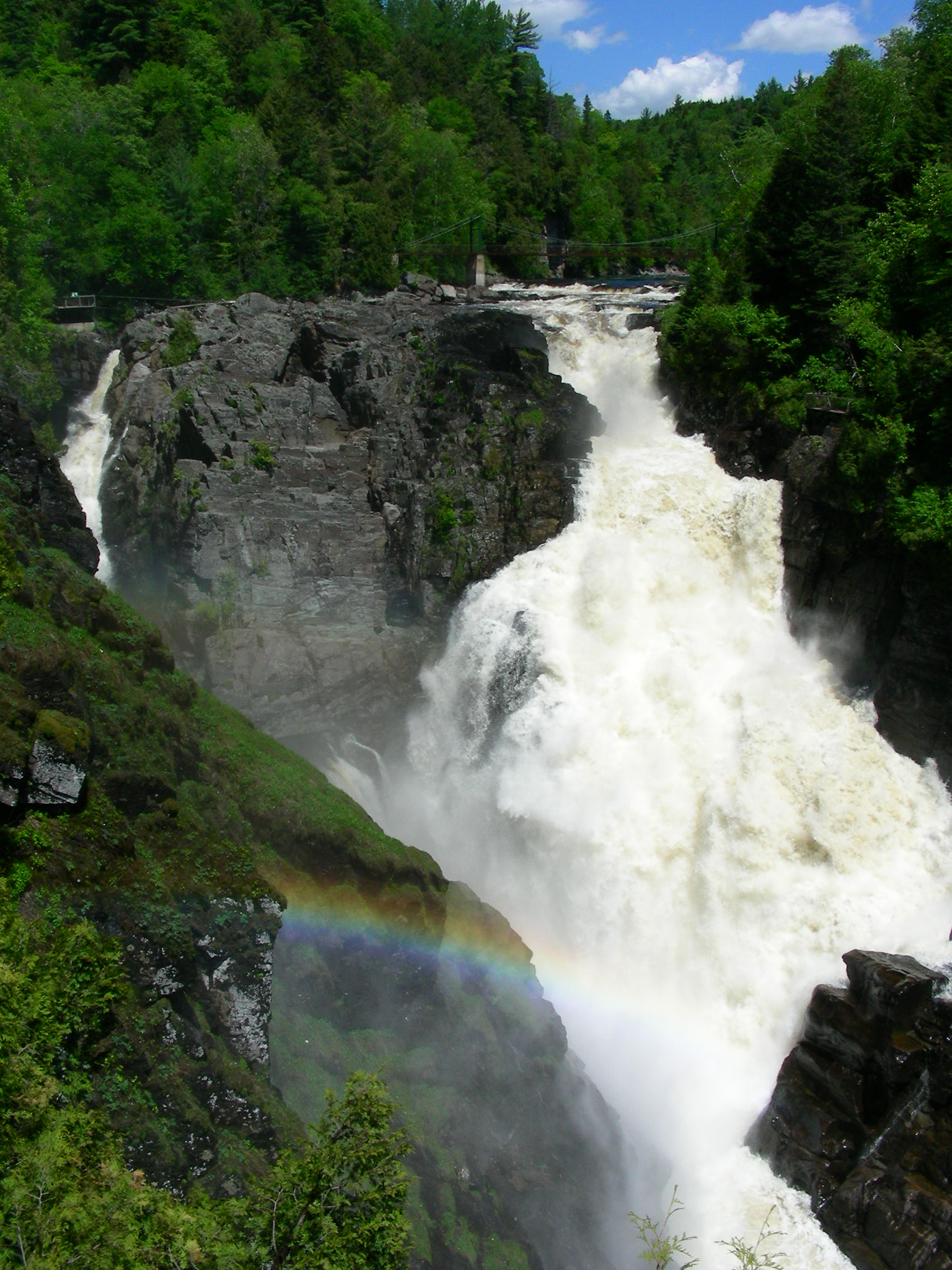
Canyon Sainte-Anne, la chute Sainte-Anne

Le canyon Sainte-Anne est le résultat d’un processus d’érosion qui s’est échelonné sur des millions d’années, avec une rivière (la Sainte-Anne-du-Nord) qui continue toujours son travail de sculpture.
Tout débute il y a 1,2 milliard d'années (ère du Précambrien) avec la formation du roc des parois et du fond du canyon. Cette roche métamorphique, appelée gneiss granitique, vient d’abord des profondeurs de la terre par cuisson et haute pression.  Ces masses constituent ce que nous appelons maintenant le Bouclier canadien.  Par la suite, une deuxième masse apparaît, soit la roche sédimentaire, formée par compression de sédiments sous-marins il y a 450 millions d'années (ère du Paléozoïque). Dans le cas qui nous intéresse ici, on parle des formations rocheuses des Basses-terres du Saint-Laurent.  Dans son édition de la Carte géotouristique, géologie du sud du Québec, du Bas-Saint-Laurent et de la Gaspésie publiée en 1991 (voir notes de référence), le ministère de L’Énergie et des Ressources du Québec identifie la chute Sainte-Anne comme étant un lieu privilégié d’observation du contact de ces deux formations géologiques majeures.
Beaucoup plus tard, deux ères glaciaires successives recouvrirent l'Amérique du Nord. C'est durant la fonte de la calotte glaciaire d’il y a 75 000 ans que fut formé le réseau hydrographique québécois actuel (fleuve Saint-Laurent, île d'Orléans, îles de la Madeleine ainsi que l'ensemble des rivières connues aujourd'hui). L'érosion compléta le travail de modification de l'aspect général de la région ainsi que du Canyon Sainte-Anne.
Formation d'intérêt scientifique pour l'étroitesse des parois dans lesquelles coule la rivière, la chute Sainte-Anne est l'une des rares de cette dimension 

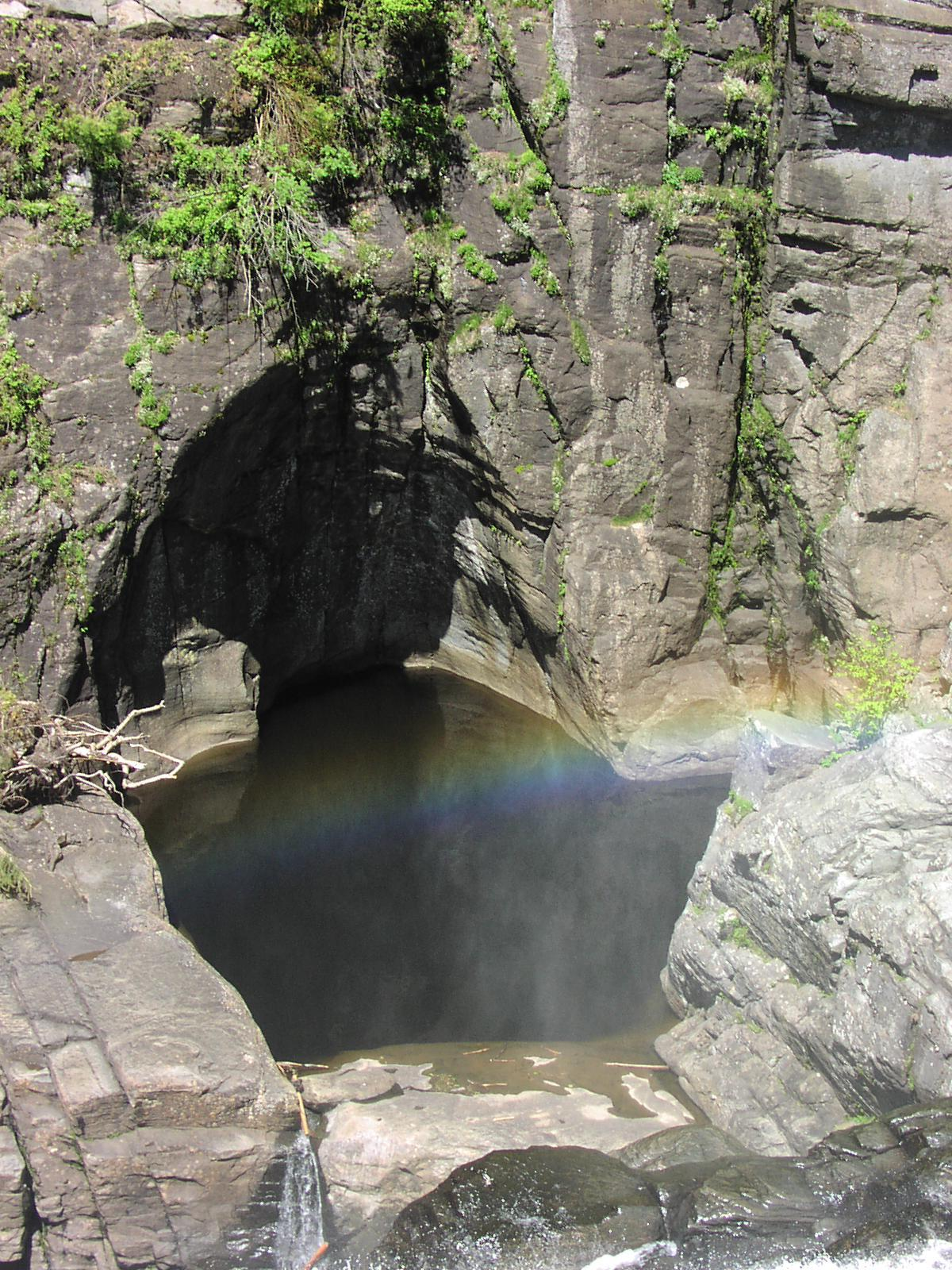
Marmite de géant de 15 mètres de diamètre. L'une des plus grandes de la province de Québec. Le Canyon en dénombre de multiples le long des parois hautes de 55 mètres érodées par la rivière Sainte-Anne du Nord.

à couler sur le roc du Bouclier Canadien. Les glaciers et le débit d'eau continuel ont exploité les points de faiblesse d'une faille présente à cet endroit et qui a facilité l'érosion en profondeur du Canyon Sainte-Anne. Autres formations géomorphologiques d'intérêt, les marmites de géant dont une à environ 15 mètres de diamètre. Une des plus larges au Québec.

## Historique
La rivière Sainte-Anne-du-Nord fut beaucoup utilisée pour le flottage du bois au début du XXe siècle. Durant l'été 1965, Jean-Marie McNicoll, campant dans la région, se fit expliquer comment se rendre aux chutes de la rivière Sainte-Anne par quelqu'un ayant anciennement travaillé à la drave sur ce cours d'eau. Il fallait passer par les bois car aucun chemin ne se rendait au site. Il entraîne ensuite son frère Laurent aux chutes en lui racontant qu'il a découvert un lieu extraordinaire.
Deux ans plus tard, les McNicoll louent les abords immédiats de la rivière à Hydro-Québec et se portent acquéreurs des terrains boisés s'étendant de la route 138 aux portions de rives louées. Doucement, par temps perdu, les travaux de défrichement commencent. Tout est prêt pour accueillir les premiers visiteurs le 14 juillet 1973.

## Centrale électrique
Une centrale hydroélectrique d'une puissance maximale de 23,2 MW appartenant à la société Hydro-Canyon Saint-Joachim a été mise en marche en 2016. Elle est du type au fil de l'eau et se situe au pied de la chute Sainte-Anne. Un projet initial de développement d'une centrale hydroélectrique privée sur le site du canyon est présenté en 2010. Le promoteur de ce projet est la Société Hydro-Canyon Saint-Joachim Inc., une société formée en partenariat par le Groupe AXOR, la municipalité de Saint-Joachim et la MRC de la Côte-de-Beaupré. Ce projet  est mis sur la glace en raison de l'annonce par le Gouvernement du Québec de la fin du programme de petites centrales hydroélectriques en février 2013. De plus, le rapport du Bureau d'audiences publiques sur l'environnement (BAPE), déposé en juin 2013, souligne la perte du caractère naturel de la chute Sainte-Anne à cause de la réduction du débit d'eau et les impacts négatifs sur la conservation du milieu naturel.
Cependant le nouveau gouvernement libéral de Philippe Couillard renverse la décision précédente et permet au projet d'aller de l'avant. Le chantier redémarre en 2014.

## Distinctions
- Guide AAA/CAA Attraction Étoile de la grande région de la Ville de Québec.
- 1983 : Lauréat Canadien, ministère d’état Petites entreprises et Tourisme, médaillé d’argent catégorie « Contribution exceptionnelle à l’industrie touristique » « Efforts pour augmenter la qualité du produit touristique canadien ».
- 1988 : Lauréat des Grands Prix du tourisme québécois  pour la région de Québec, catégorie : « Petite entreprise touristique Brador ».
- 1999 : Lauréat des Grands Prix du tourisme québécois[6] pour la région de Québec. Catégorie : « Tourisme durable et responsable ».
- 2002 : Lauréat des Grands prix du tourisme québécois[7], médaillé d’argent, catégorie « Attractions 100 000 visiteurs et plus ».
- 2002 : Grand lauréat canadien Attractions Canada 2002, catégorie « Site naturel 100km2 et moins ». Ce prix fut remis par la revue Canadian Geographic.  Le Canyon Sainte-Anne était le seul site naturel développé par le biais d'une initiative familiale parmi un ensemble de 11 parcs gouvernementaux sélectionnés dans toutes les provinces du Canada.
- 2007 : Gala Reconnaissance du Centre de local de développement de la MRC Côte-de-Beaupré. Prix reconnaissance « catégorie Tourisme »
- 2008 : Prix hommage de la Société des Attractions touristiques du Québec et Festivals et Évènements Québec [8]. Les développeurs du site, les frères Laurent et Jean-Marie McNicoll, sont honorés par leurs pairs.
- 2008 : Certifié Qualité Tourisme par Tourisme Québec et le Bureau de normalisation du Québec[9]
- Guide Michelin[Quand ?] : Deux étoiles ; « vaut le détour ».  Le Canyon Sainte-Anne est l’une des deux attractions étoilées à l’extérieur de la zone urbaine de Québec.